# Patrick Martens
Patrick Martens (Rijsbergen, 4 april 1978) is een Nederlands acteur en presentator.

## Carrière
Martens speelde in de soap Goede tijden, slechte tijden als Morris Fischer.
Van 2004 tot en met 2006 was Martens te zien als het personage Mike Bosboom in de Nickelodeon-jeugdserie ZOOP en later ook in de bijbehorende films; Zoop in Afrika (2005), Zoop in India (2006) en Zoop in Zuid-Amerika (2007). Dankzij deze rol kreeg Martens als zijn personage Mike een wassen beeld in het wassenbeeldenmuseum Madame Tussauds Amsterdam. In juli 2023 kwam hij met de oud-hoofdrolspelers na bijna twintig jaar weer bij elkaar in de televisiespecial ZOOP: De Reünie.
Daarna kwam hij in vaste dienst bij Nickelodeon en presenteerde hij van 2007 tot 2011 het programma Supernick.
In 2008 was hij met onder anderen Georgina Verbaan, Edo Brunner en Dennis Weening te zien in het AVRO-programma Wie is de Mol?. Net voor de finale moest hij het spel verlaten. In 2011 was hij ook te zien in Expeditie Robinson, waar hij ook net voor de finale het spel moest verlaten.
Vanaf begin 2010 speelde Martens de rol van Guy Farese in de dramaserie Wolfseinde en in 2013 de rol van ober in de korte film ESC van Sjoerd de Bont, waarvoor hij een nominatie voor beste acteur ontving. In 2013 stopte hij als presentator van Nickelodeon. Hij presenteert sinds heden samen met Keet! de kinderzender Telekids. Op Telekids is hij onder andere te zien in 'Het Dinonieuws' en 'Efteling TV: Het Mysterie Van...'
In 2017 was hij een van de deelnemers van het programma Celebrity Stand-Up. In 2018 vormde Martens met Marlayne Sahupala een dansduo in het RTL 4 programma Dance Dance Dance. In 2020 nam hij deel aan de jubileumeditie van Wie is de Mol?, in Italië. In de zesde aflevering moest hij het spel verlaten. Bij het programma Het perfecte plaatje wist hij in 2021 wel de finale te halen, die hij van Frits Sissing heeft gewonnen.
In 2023 presenteerde hij afwisselend met Dyantha Brooks de spelshow Lettrix op SBS6.

## Filmografie
| Film      | Film                                               | Film                            | Film                                          |
| Jaar      | Productie                                          | Rol                             | Opmerkingen                                   |
| --------- | -------------------------------------------------- | ------------------------------- | --------------------------------------------- |
| 2005      | Zoop in Afrika                                     | Mike Bosboom                    |                                               |
| 2006      | Zoop in India                                      | Mike Bosboom                    |                                               |
| 2007      | Zoop in Zuid-Amerika                               | Mike Bosboom                    |                                               |
| 2010      | How to Train Your Dragon                           | Hikkie, Heilbot de Hardvochtige | Stem                                          |
| 2013      | Verliefd op Ibiza                                  | Barman                          |                                               |
| 2013      | ESC                                                | Ober                            |                                               |
| 2013      | Flits & het magische huis                          | Daniel                          |                                               |
| 2013      | APP                                                | Henry                           |                                               |
| 2014      | Hartenstraat                                       | Presentator                     |                                               |
| 2014      | De Club van Sinterklaas & Het Pratende Paard       | Jurylid                         |                                               |
| 2014      | Gooische Vrouwen 2                                 | Stylist                         |                                               |
| 2015      | Jack bestelt een broertje                          | Bassie                          |                                               |
| 2015      | Keet & Koen en de Speurtocht naar Bassie & Adriaan | Koen                            |                                               |
| 2015      | Sinterklaas en het Gouden Hart                     | Goudsmit                        |                                               |
| 2015      | Fashion Chicks                                     | Lucien                          |                                               |
| 2016      | Zwart                                              | vader                           |                                               |
| 2019      | Huisvrouwen bestaan niet 2                         | Tom                             |                                               |
| 2020      | The Willoughbys                                    | Tim                             | stem                                          |
| 2022      | Hart op de juiste plek                             | Giel                            |                                               |
| 2022      | Kwestie van geduld                                 | barman Twan                     |                                               |
| 2024      | Rokjesnacht                                        | Diederik                        |                                               |
| Televisie |                                                    |                                 |                                               |
| Jaar      | Productie                                          | Rol                             | Opmerkingen                                   |
| 1999-2001 | Goede tijden, slechte tijden                       | Morris Fischer                  | Vaste rol                                     |
| 2004      | Costa!                                             | Max                             | Afl. Zon, zee, sex en boeiende verschijningen |
| 2004      | IC                                                 | Ic-verpleegkundige              |                                               |
| 2004-2006 | ZOOP                                               | Mike Bosboom                    | Vaste rol                                     |
| 2005      | Lieve lust                                         | Bas                             | Afl. Verliefd                                 |
| 2006      | Juliana, prinses van Oranje                        | Aswin                           | Afl. Wie ben ik...                            |
| 2009      | Shouf Shouf!                                       | Kapper                          | Afl. Onbekend                                 |
| 2010      | Wolfseinde                                         | Guy Farese                      | Vaste rol                                     |
| 2012      | Divorce                                            | Stylist fotoshoot               | Afl. 3                                        |
| 2013      | Het nieuws van Sint                                | Dansleraar Pablo                | Afl. 9                                        |
| 2013      | Assepoester: Een Modern Sprookje                   | agent                           | Televisiefilm                                 |
| 2014      | Fashion Planet                                     | London                          | Vaste rol                                     |
| 2017      | Bij Ron in het kasteel                             | Butler                          | Afl. 1-9                                      |
| 2017      | Wakker worden!                                     | stylist                         |                                               |
| 2018      | De Spa                                             | Levi                            |                                               |
| 2018      | Puppy Patrol                                       | Boy                             | Afl. 4 (seizoen 2)                            |
| 2023      | ZOOP: De Reünie                                    | zichzelf                        | reünie-special                                |
| 2024      | Flikken Maastricht                                 | Luuk Meeuwis                    | Afl. 2 (seizoen 18)                           |

## Presentatie
- Under The Ground (2005-2006)
- Supernick (2007-2011)
- Gefopt! (2008)
- De Ballen (2009)
- Cool Factor (2010)
- Shake it (2011-2013)
- Nick Battle (2011-2013)
- Team Planet (2011-2013)
- Feyenoord Sinterklaas Fever (2012)
- Cheese (2012-2013)
- Telekids Nationale Opblijfavond (31 december 2013)
- Efteling TV: Het mysterie van... (2013-2014)
- Het Dinonieuws (2013)
- Moltalk (2014/2015/2023) - sidekick[5]
- RTL Breakfast Club (2015)
- Shownieuws (2017)
- Love for the campsite (2019)
- 5 Uur Live (2019-2020)
- Koffietijd (2019-2023)
- Lettrix (2023)
- Date Smakelijk (2023)
- The CineMusic Experience (12 oktober 2024)

## Videoclips
- Ritmo (Georgina Verbaan ft. Janet)

## Toneel
- Roofster - Theater A la Carte (2003)
- Nancy en haar loverboy - Theater A la Carte (2003)
- Late Avond Idealen (2010)
- The Bodyguard - Sy Spector (2015-2017, 2023)
- Een nacht in de Efteling (2024)

## Deelname/gast
- Wie is de Mol? (2008) (3e plaats)
- Expeditie Robinson (2011) (4e plaats)
- Ik hou van Holland (2012)
- MolTalk (2013)
- In goed gezelschap (2014)
- De Zeven Zeeën (2015) (Winnaar)
- Alles mag op vrijdag (2015)
- Echt Waar?! (2015)
- Alles mag op zaterdag (2016)
- Celebrity Stand-Up (2017)
- Dance Dance Dance (2018)
- Weet Ik Veel (2019)
- Britt's Beestenbende (2019)
- Chantals Pyjama Party (2019)
- Ik hou van Holland (2020)
- Wie is de Mol? (2020) (5e afvaller)
- Oh, wat een jaar! (2020) (muzikale gast)
- Code van Coppens: De wraak van de Belgen (2021)
- Oh, wat een jaar! (2021)
- Het perfecte plaatje (2021) (Winnaar)
- Ik hou van Holland (2022)
- Fout maar goud (2022)
- Weet Ik Veel (2022)
- Beat the Champions (2023)
- Make Up Your Mind (2023)
- Ik hou van Holland (2023)
- The Connection (2023)
- Serious Christmas (2023)
- Moordfeest (2023)
- In The Picture (2024)
- De Grote Muziekquiz (2024)
- Waku Waku (2024)
- Make Up Your Mind (2025) (Winnaar Songfestival Special)

## Discografie

### Singles
| Lied                                  | Verschijnen  | Album | Hitlijsten  | Hitlijsten  | Hitlijsten   | Hitlijsten   | Opmerkingen          |
| Lied                                  | Verschijnen  | Album | NL (Top 40) | NL (Top 40) | NL (Top 100) | NL (Top 100) | Opmerkingen          |
| Lied                                  | Verschijnen  | Album | Piek        | Weken       | Piek         | Weken        | Opmerkingen          |
| ------------------------------------- | ------------ | ----- | ----------- | ----------- | ------------ | ------------ | -------------------- |
| Zoop in Afrika (Djeo Madjula)         | 27 juni 2005 | —     | 12          | 10          | 4            | 18           | met gehele ZOOP-cast |
| Zoop in India (Magisch avontuur)      | 5 juni 2006  | —     | 30          | 4           | 9            | 16           | met gehele ZOOP-cast |
| Zoop in Zuid-Amerika (Baila Mi Tango) | juni 2007    | —     | —           | —           | 63           | 5            | met gehele ZOOP-cast |

### Bestseller 60
| Boeken met noteringen in de Nederlandse Bestseller 60 | Jaar van verschijnen | Datum van binnenkomst | Hoogste positie | Aantal weken | Opmerkingen |
| ----------------------------------------------------- | -------------------- | --------------------- | --------------- | ------------ | ----------- |
| Vandaag voel ik mij goed                              | 2025                 | 02-04-2025            | 20              | 1            |             |

## Trivia
- In 2008 deed hij de presentatie bij de première van de bioscoopfilm van Samson & Gert Hotel op stelten in Nederland.